# Bumetopia lutaoana
Bumetopia lutaoana är en skalbaggsart som beskrevs av Hayashi 1974. Bumetopia lutaoana ingår i släktet Bumetopia och familjen långhorningar.
Artens utbredningsområde är Taiwan. Inga underarter finns listade.